# Tram ATM serie 4800

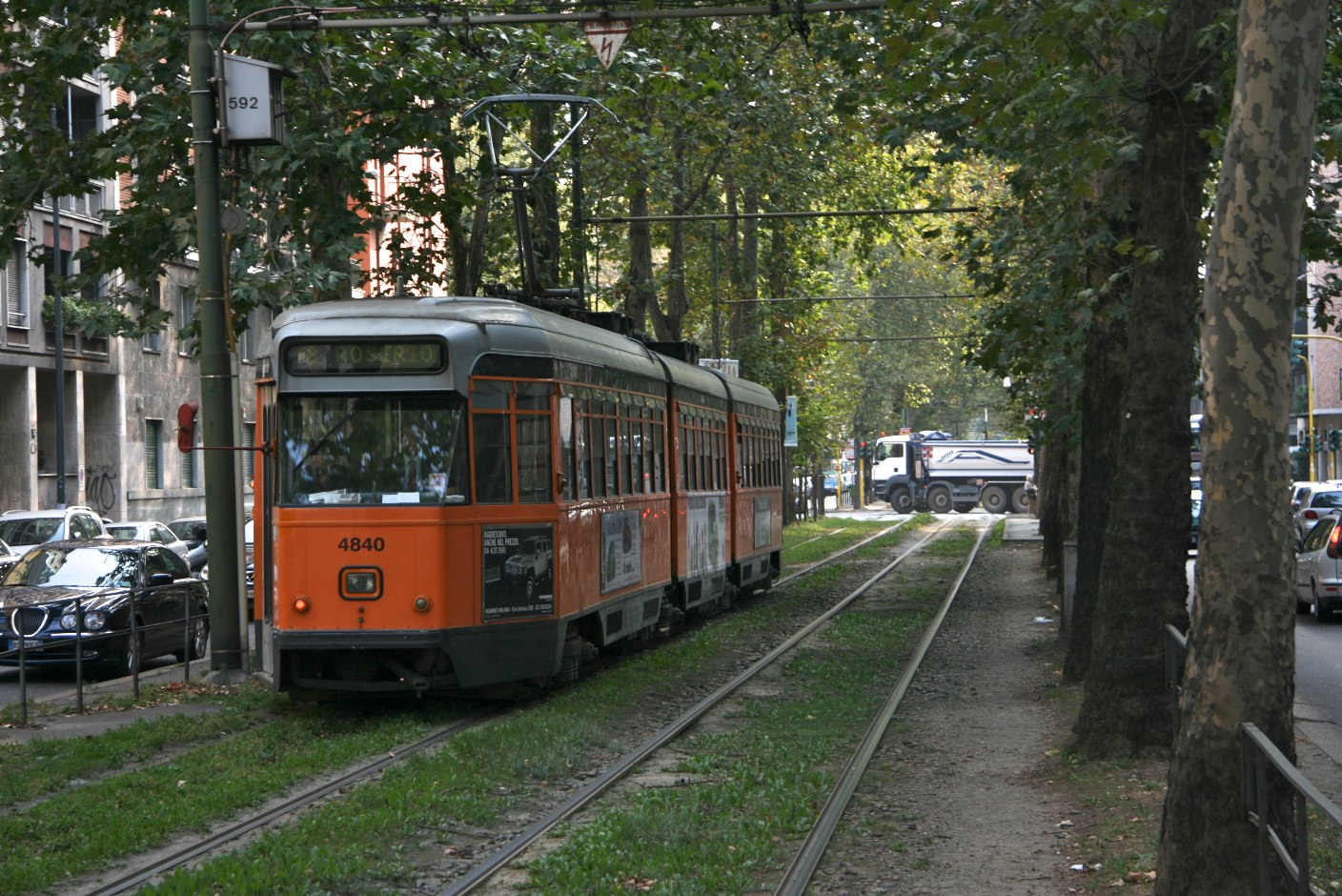
Vettura n.4840 ammodernata

Le vetture tranviarie serie 4800 dell'ATM di Milano erano una serie di vetture tranviarie articolate a 3 casse, utilizzate sulla rete tranviaria cittadina.

## Storia
Alla fine degli anni sessanta del XX secolo, sulla rete tranviaria di Milano si registrava una sovrabbondanza di vetture tranviarie ad una cassa, data la riduzione delle linee conseguente all'espandersi della metropolitana. Contemporaneamente alcune linee di forza, a causa dell'espansione delle periferie, stavano conoscendo una crescita di traffico, che necessitava l'introduzione di nuovi mezzi a grande capacità.
L'Azienda Tranviaria Municipale decise pertanto di allestire un prototipo di vettura articolata a tre casse, utilizzando per le due casse d'estremità due vetture della serie 5300, opportunamente "tagliate", e per la cassa centrale la vettura 5451. I tre elementi, collegati tra loro da due giostre Urbinati, poggiavano sui carrelli delle ex vetture 5300.
Il prototipo, numerato 4801, venne realizzato dalle officine generali di via Teodosio e presentato nel 1971, montando come novità per la captazione dell'energia elettrica un moderno pantografo, accanto alla tradizionale asta a "perteghetta", che sarà di li a poco rimossa. Nei due anni successivi alla consegna venne provato in esercizio regolare sulla linea 15, particolarmente affollata negli orari di punta, soprattutto nella tratta verso il quartiere Gratosoglio. Essendo la rete elettrica non ancora predisposta per la circolazione a pantografo si dovette ripiegare inizialmente all'uso della perteghetta, indi per cui il pantografo fu provvisoriamente smontato.    
In seguito ai buoni risultati ottenuti si decise di allestire una serie di 43 unità, numerate da 4802 a 4844; per le casse d'estremità si usarono le ex vetture 5200-5300, opportunamente "tagliate" dalla carrozzeria Mauri di Desio, e per l'elemento centrale un modulo ex-novo costruito dalle officine di Cittadella. Il montaggio dei tre elementi avveniva nelle officine ATM. A differenza delle altre vetture di serie le matricole 4802-4803 ebbero in origine, così come il prototipo, le porte in legno, poi sostituite da quelle in intelaiatura metallica identiche alle restanti unità.
Le 4800, nate già verniciate nella sgargiante livrea arancio "ministeriale" (per i primi due esemplari con marcature grafiche inizialmente analoghe a quelle implementate sulle "Ventotto"), furono subito soprannominate "jumbotram" per le loro dimensioni imponenti e vennero poste in servizio sulle linee a maggiore traffico, dividendosi il compito con l'altra serie in corso di costruzione, i "jumbotram" 4900, consegnati a partire dal 1976.
A partire dal 1995, 32 unità furono ammodernate con l'applicazione di un nuovo avviatore automatico, nuova fanaleria, contraddistinta dall'applicazione di un nuovo faro rettangolare anteriore in luogo di quello circolare, installazione di un parabrezza a vetro singolo in sostituzione di quello originale a vetri sdoppiati (di modo da migliorare in cabina la vista al manovratore), modifica della livrea mediante l'eliminazione della banda nera a livello dei finestrini; le 12 unità non ammodernate furono ritirate dal servizio nel 2001.
La carriera delle 4800 volse al termine a causa dell'immissione in servizio delle vetture delle serie 7000, 7100 e 7500; le ultime unità cessarono l'esercizio il 24 dicembre 2010, operando sulla linea 12, viale Molise-Roserio (Ospedale Sacco).
Allo stato odierno, l'unità 4825 è stata preservata come vettura storica e risulta accantonata in buone condizioni al deposito tranviario ATM di via Messina, le altre unità sono state demolite, alcune di esse sono rimaste per anni in disuso presso i depositi di Precotto e Desio.